# Ajn an-Nahala
Ajn an-Nahala (arab. عين النحالة; fr. Aïn Nehala)  – jedna z 53 gmin w prowincji Tilimsan, w Algierii, znajdująca się we  wschodniej części prowincji, około 39 km na wschód od Tilimsan. W 2008 roku gminę zamieszkiwało 6704 osób. Numer statystyczny gminy w Office National des Statistiques d'Algérie to 1325.